# Desonide
La desonide, conosciuta anche con il nome di prednacinolone, è un corticosteroide di sintesi, non fluorurato, una molecola con caratteristiche simili a quelle del prednisolone e del triamcinolone, dotata di attività antinfiammatoria intermedia. Viene utilizzata come farmaco per via topica fin dagli anni settanta, prevalentemente per trattare diversi tipi di dermatosi. 
In commercio sono disponibili preparazioni dermatologiche contenenti desonide base oppure un suo sale, desonide pivalato (crema, pomata, lozione) e preparazioni oftalmiche a base di un altro sale, desonide sodio fosfato (collirio, pomata). La loro concentrazione varia dallo 0,05%-0,1% allo 0,25%.
In Italia il composto è venduto dalla società Galderma con il nome commerciale di Sterades nella forma farmaceutica di crema e soluzione cutanea. È inoltre venduto dalla società S.I.F.I. S.p.A. con il nome commerciale di Prenacid nella forma di collirio ed unguento oftalmico contenente lo 0,25% di principio attivo.

## Farmacodinamica
Desonide diffonde attraverso le membrane cellulari e forma un complesso con specifici recettori citoplasmatici (recettori glucocorticoidi). Questi complessi penetrano nel nucleo e si legano al DNA. Reprimono così la trascrizione della cicloossigenasi 2 (COX-2) e promuovono l'espressione di un gene (stimolano la trascrizione di m-RNA) che codifica la sintesi di lipomodulina e macrocortina (conosciuta anche con il nome di lipocortina 1 o annessina 1), proteine inibitrici della fosfolipasi A2. 
Le lipocortinee sopprimono il rilascio di acido arachidonico, un importante precursore degli eicosanoidi, cioè delle prostaglandine e dei leucotrieni, entrambi potenti mediatori nella risposta infiammatoria. 
Il composto, come altri corticosteroidi, riduce la dilatazione dei capillari e l'edema, l'essudazione fibrinosa, la migrazione e l'attività fagocitaria e l'infiltrazione dei tessuti (in particolare da parte dei leucociti polimorfonucleati), inibisce l'attività fibroblastica di deposizione di collagene e formazione di cicatrici, ritarda la rigenerazione epiteliale, diminuisce la proliferazione capillare (cioè la neovascolarizzazione postinfiammatoria).

## Farmacocinetica
Dopo somministrazione topica l'assorbimento percutaneo della desonide varia da individuo a individuo, risultando aumentato dal bendaggio occlusivo. 
La variabilità d'assorbimento è in relazione con la dose utilizzata, il tempo di contatto e la superficie cutanea su cui viene applicato il farmaco e l'eventuale presenza o meno di lesioni cutanee.
Il principale prodotto di degradazione di desonide, utilizzata nella formulazione farmaceutica di unguento, sembra essere un acido C-17-carbossilico.

## Tossicologia
Studi sperimentali condotti su animali (ratto) hanno messo in evidenza valori di DL50 pari a 93 mg/kg peso corporeo, a seguito di somministrazione per via sottocutanea.

## Usi clinici
La desonide e la desonide pivalato hanno un ottimo profilo di sicurezza e sono indicate nel trattamento locale di eczemi di varia natura, dermatite atopica, dermatite seborroica,psoriasi, pruriti, eritemi.
I preparati a base di desonide 21-sodio fosfato sono impiegati nel trattamento delle infiammazioni dell'occhio, ad esempio congiuntivite allergica, blefarite squamosa, congiuntivite secondaria a stenosi delle vie lacrimali, episclerite, irite recidivante, iridociclite, flogosi reattive post-operatorie e lesioni corneali.

## Dosi terapeutiche
La posologia prevede 2-4 applicazioni o instillazioni al giorno. L'uso di bendaggi occlusivi è indicato solo nel trattamento della psoriasi o delle dermatiti eczematose croniche ipercheratosiche.

## Effetti collaterali e indesiderati
Durante il trattamento sono state segnalate manifestazioni di sensazione di bruciore, prurito, follicolite, ipertricosi, atrofia cutanea, strie cutanee, eruzioni acneiche, ipopigmentazione, ectasia dei vasi superficiali, infezioni cutanee. È possibile che si verifichino casi di dermatite da contatto.
Gli effetti collaterali sistemici rappresentano un'eventualità molto rara in considerazione dei bassi dosaggi di farmaco impiegati. La loro comparsa può essere favorita dalla terapia occlusiva o dall'applicazione su zone cutanee estese di dosi elevate di farmaco e per periodi di tempo prolungati.

Anche se normalmente un trattamento topico con desonide non interferisce con l'asse ipotalamo ipofisario, tuttavia come nel caso di altri steroidi topici un trattamento prolungato nel tempo ricorrendo a quantità elevate della molecola, così come il trattamento di ampie superfici cutanee può comportare un rilevante assorbimento sistemico fino a determinare alterazioni da ipercorticalismo con soppressione dell'attività della ghiandola surrenalica.

## Controindicazioni
L'utilizzo del composto è controindicato nei soggetti con ipersensibilità individuale nota al principio attivo e ai corticosteroidi in generale, oppure ad uno qualsiasi degli eccipienti della formulazione farmaceutica. È inoltre controindicato in quei pazienti affetti da infezioni virali o tubercolari.
 
In ambito oftalmologico la desonide non deve essere utilizzata in soggetti affetti da ipertensione endooculare per il rischio di indurre un ulteriore aumento di tale pressione precipitando un glaucoma.
Desonide è controindicata nella maggior parte delle malattie virali della cornea e della congiuntiva, così come nelle infezioni da micobatteri e nelle malattie fungine dell'occhio e delle strutture oculari, potendo aggravare e diffondere l'affezione.
Il bendaggio occlusivo è controindicato in caso di dermatiti atopiche.

## Avvertenze
Se il medico opta per una terapia occlusiva, in presenza di lesioni estese, viene generalmente preferito il trattamento di una zona per volta, al fine di evitare un assorbimento eccessivo del farmaco e una possibile comparsa di effetti sistemici.

Qualora un'infezione batterica o micotica sia sovrapposta ad una dermatosi cortico-sensibile, quindi suscettibile di trattamento con desonide, è consigliabile che un trattamento specifico contro l'infezione (antibioticoterapia) preceda la terapia con il cortisonico. In alternativa è suggerito l'uso di un prodotto contenente un'associazione di desonide con un antibatterico specifico.